# NGC 2327
NGC 2327 è una nebulosa a riflessione visibile nella costellazione del Cane Maggiore.
Si individua sul bordo sudoccidentale della Nebulosa Gabbiano, una grande regione H II connessa ad un complesso nebuloso molecolare in cui hanno luogo fenomeni di formazione stellare; si trova a circa 3° a ENE di θ Canis Majoris, una stella di colore arancione di quarta magnitudine. Appare come una nebulosa molto compatta, illuminata da due stelle di nona e undicesima magnitudine separate fra loro da 7 secondi d'arco; nei suoi pressi si trova una gigante blu di classe O7III nota come HD 54662, facente parte del complesso nebuloso e dell'associazione OB Canis Major R1, un sottogruppo della più estesa associazione Canis Major OB1 la cui caratteristica principale è il legame con delle estese nebulose a riflessione.